# Прикрашений аспід звичайний
Прикаршений аспід звичайний (Calliophis intestinalis) — отруйна змія з роду Прикрашені аспіди родини Аспідові. Має 7 підвидів. Інша назва «прикрашена малайська коралова змія».

## Опис
Загальна довжина сягає 50 см. Голова невелика, дещо трикутна. Тулуб стрункий, хвіст невеликий. Має яскраве забарвлення — уздовж спини проходить червона смуга, облямована чорним, а з боків — жовті смуги з чорною облямівкою. Голова та хвіст червоного кольору.

## Спосіб життя
Полюбляє місцини з помірним кліматом, чагарникові зарості, ліси. Зустрічається в первинних і вторинних лісах, містечкових садах і сільськогосподарських угіддях. Добре лазить по деревах серед вітролому, зустрічається під суками, корінням, між камінням або у норах та тріщинах ґрунту. Харчується дрібними зміями.
Отрута дуже сильна, але кусає вона рідко, намагаючись втекти від переслідувача або відлякати його оманливими рухами. Згорнувшись й притиснувши голову до землі, піднімає догори хвіст, зігнувши його, робить «кидки» у бік противника, мовби маючи намір вкусити його. Відомий випадок, коли дорослий чоловік був вкушений цією змією. Через 2 години у нього з'явилося запаморочення й задуха, але це не призвело до смерті.
Це яйцекладна змія.

## Розповсюдження
Мешкає у Таїланді, В'єтнамі, на півострові Малакка, Зондських і Філіппінських островах.

## Підвиди
- Calliophis intestinalis bilineata
- Calliophis intestinalis everetti
- Calliophis intestinalis intestinalis
- Calliophis intestinalis lineata
- Calliophis intestinalis philippina
- Calliophis intestinalis suluensis
- Calliophis intestinalis thepassi